# دژ گرینتزانه کاوور
دژ گرینتزانه کاوور (ایتالیایی: Castello di Grinzane Cavour)، یک دژ در گرینتزانه کاوور، پیمونت و شمال ایتالیا است.
در تاریخ ۲۲ ژوئن ۲۰۱۴، دژ گرینتزانه کاوور در فهرست میراث جهانی یونسکو ثبت شد.
اشارات به تاریخ ابتدایی دژ کمیاب است و ریشه آن را به سده سیزدهم یا حدود سال ۱۳۵۰ میلادی نسبت داده‌اند. این دژ شامل یک برج بزرگ است که تصور می‌شود قدیمی‌ترین قسمت کل ساختمان باشد. باقی بدنه دژ دارای ویژگی‌های مشابهی است و بنابراین احتمال می‌رود که در همان دوران ساخته شده باشد.